# بيل تومسون (سياسي)
بيل تومسون (بالإنجليزية: Bill Thompson) هو سياسي أمريكي، ولد في 10 يوليو 1953 في بروكلين في الولايات المتحدة. حزبياً، نشط في الحزب الديمقراطي.